# Benjaminia kasparyani
Benjaminia kasparyani är en stekelart som beskrevs av David B. Wahl 1989. Benjaminia kasparyani ingår i släktet Benjaminia och familjen brokparasitsteklar. Inga underarter finns listade.